# Drosophila stalkeri
Drosophila stalkeri este o specie de muște din genul Drosophila, familia Drosophilidae, descrisă de Wheeler în anul 1954.
Este endemică în Florida. Conform Catalogue of Life specia Drosophila stalkeri nu are subspecii cunoscute.